# Bulbostylis arcuata
Bulbostylis arcuata är en halvgräsart som beskrevs av Robert Kral. Bulbostylis arcuata ingår i släktet Bulbostylis och familjen halvgräs. Inga underarter finns listade i Catalogue of Life.